# 加拿大冰球之夜
加拿大冰球之夜（通常缩写为冰球之夜或HNIC）是加拿大国营频道和罗渣士体育网用于转播国家冰球联盟比赛的一个节目。虽然所有CBC转播NHL冰球比赛的节目都使用这个名称，加拿大冰球之夜主要专指每个星期六晚上的节目。这种做法源于CNR电台于1931年开始的NHL转播节目，然后由它的继任者——加拿大国营频道于1952年在电视上播映。最初，每周只播出一场比赛。现在已变为每周播出两场不同比赛，另外也报道在中场休息和比赛间隔时的采访片段（如唐·彻丽的“教练角”），以及赛前和赛后的各种相关报道。

## 历史

### 广播时期
加拿大冰球之夜源于“通用电气冰球节目”。从1931年11月开始，“通用电气冰球节目”通过加拿大国家铁路广播网在周六晚上转播多伦多枫叶的比赛。1933年，加拿大广播委员会作为CNR的继任者在其魁北克站点播送蒙特利尔加拿大人和蒙特利尔马鲁之间的比赛。在1934年，加拿大帝国石油公司取代通用电气得到了赞助权，节目改名为”帝国石油冰球节目“。节目通常于北美东部时间晚上九点开始播送。从1936年开始，加拿大国营频道（CBC）接替了加拿大广播委员会来播放该节目。
在安大略的大部分地方，节目主要播放多伦多枫叶队的内容，戈登·卡尔德龙与其他两位播音员一起主持这个节目。在蒙特利尔，主要播放马鲁队的英文节目由道格·史密斯和埃尔默·弗格森主持，主要播放加拿大人队的法文节目由雷内·雷卡瓦利耶主持。1938年马鲁队合并后，道格·史密斯和埃尔默·弗格森继续为加拿大人队播送英文节目。由于广播节目的全国性流行，该节目使用电视播送后成为了早期加拿大电视网络的不二之选。
虽然从没有任何美国电台转播过这个加拿大冰球节目，但是在美国北部州份（加拿大的广播信号可以传递到的地方）“加拿大冰球之夜”的广播也是很流行的。若有美国球队在多伦多比赛，很多美国球迷会收听CBC的广播来了解比赛状况以致于收听CBC的人数远远超过当地电台的收听人数。
直到1965年，CBC广播都在使用加拿大冰球之夜的名称进行播送。后来一直到1976年，广播节目改到周日晚上并被称为“星期日晚间NHL冰球”。之后，由于全国性的电视网络覆盖率的提升，这个节目被取消了。在多伦多，CFRB电台继续与CBC的多伦多电台联播枫叶队的比赛。

### 电视时期
在电视广播来到加拿大的几个星期后，CBC电视台从1952年开始在周六晚上播送继续由帝国石油赞助的“加拿大冰球之夜”电视节目。它不仅延续了正常NHL赛季的转播，并且有许多其它特色比如“热炉休息室”节目和三明星选拔。这些特色本来作为帝国石油的宣传活动，但后来仍保留下来即使赞助权转移到了Molson啤酒以及后来的拉巴特。
1950年代时，加拿大冰球之夜随着广播节目的时间变化而于每周六晚上9点（东部时间）播出，通常这个时候比赛刚要开始。
即时回放技术在1955年在加拿大冰球之夜上首次亮相。CBC导演乔治·雷茨拉夫决定录制和回放的片段并稍后播送给观众。
1960年代早期，节目提前到每周六晚8:30使得第一节比赛后期可以被转播。从1966-67年NHL球季开始，所有加拿大冰球之夜电视节目均采用彩色播送。1968年之前，常规比赛仍没有全部播出。1968年秋天，所有播出的常规比赛都被全部转播，节目时间调整到晚上8时。然而直到1990年代，无论任何地方只有一个比赛在周六晚上被转播。1970-71年NHL球季中，温哥华加人队加入国家冰球联盟。新的球队使得一个节目可能会出现三个地点。1979-80年NHL球季中又有4支（包括三支原世界冰球协会的队伍）加拿大冰球队加入联盟。在与世界冰球协会的合并中，魁北克北方人队由于其所有者禁止Molson在其场馆转播比赛而导致一开始节目中并无魁北克城进行的比赛。将北方人队排除出节目也有蒙特利尔加拿大人队的影响。1989年北方人与加拿大人的所有者合并后，节目终于可以播放魁北克城的冰球比赛。不过因为北方人的英语球迷过少，加拿大冰球之夜很少播放其比赛。
1988年，韦恩·格雷茨基被交易到洛杉矶国王队之后，若加拿大队伍在洛杉矶迎战，加拿大冰球之夜偶尔会进行两场联播以给韦恩更多露面机会。双场连播使得节目时间提前到东部时间晚上8点，在洛杉矶的播送为太平洋时间晚上7:30。
1995年开始，双场连播变成常象，节目时间正式变为东部时间7:30，在西部地区播放时间为太平洋时间7:30。1998年，西部和东部播送的节目时间都提前到晚上7点。
2006年，奥运会女子冰球冠军卡西·坎贝尔以场边评论员的身份加入节目组，成为了该节目史上第一个女性评论员。她顶替了哈利·尼尔因为哈利在他的家乡水牛城被雪埋住。
2010年7月23日，特雷弗·皮林取代舍拉利·那扎克成为执行制片人。
2012年9月，史蒂夫·斯隆和乔尔·达林被聘为加拿大冰球之夜的联合执行制片人。特雷弗·皮林升任CBC体育频道制片主任。
2014年起，NHL在加拿大的版权易手，CBC的加拿大冰球之夜也改由新的持权转播商罗渣士体育网制作，仍在每周六由两台同步播出。同时，罗渣士体育网每周三的NHL赛事也开始使用“加拿大冰球之夜”这一名称，同时也在同属罗渣士传媒的城市电视网和多元文化电视台等媒体播出。

## 播音员
罗恩·麦克莱恩是目前的主持人，吉姆·晓臣是主要节目中场播音员。

## 片头曲

### 1952年至1968年
加拿大冰球之夜的片头音乐最开始是霍华德·卡贝尔作曲的进行曲“周六的比赛”。

后来，CBC的广告机构麦克拉伦广告将曲子换成“帝国石油驾驶快乐歌”。

### 1968年至2008年
之后公司定制了另一首主题曲——多洛雷斯·克拉曼作曲，杰里·托特演奏的“冰球”。

CBC对这首曲子的使用权在2007-08年NHL球季过期，克拉曼的发布公司签署声明称CBC已经通知他们不会续期权利。

CBC体育节目主任否认了报道称CBC希望保留主题曲并且对新使用协议的磋商也在进行中。

#### 失去使用权
2008年6月6日傍晚，CBC宣布无法达成使用权协议。随后CTV取得了“冰球”一曲的永久使用权，并从2008-09年球季开始在它下属频道的冰球节目中使用。

CBC称它出价奖金一百万加元来取得永久使用权，但是音视版权要求250至300万加元。音视版权称这个价格“…仅仅够报销我们的法律告票…”

另一个提交的协议要求CBC为每次播放提交500加元，每年大概需要6万5千加元并且没有给予音乐所有权。
尽管五个方面都有兴趣购买克拉曼的曲子，但“音视版权并没有开始一场竞购战的意思”。
摩尔说：“我们不知道为什么交易最终告吹，另一方并没有与我们交流。”，音视版权称摩尔给他们一个不现实的24小时通牒。
摩尔还称加拿大冰球之夜并不会因为主题曲使用权的失去而影响观众数量，他说：“冰球是比赛，不是歌曲。”在一个CBC的不正式投票中，对问题“加拿大能否离开加拿大冰球之夜的主题曲而继续正常运作？”的回答显示84%的人选择了不。

#### 寻找新曲
无法使用“冰球”一曲之后，CBC在Filemobile媒体平台的支持下组织了一个全国范围内的竞赛来选出新的主题曲。
比赛从2008年6月10日开始总共征集到超过14000个作品。这些作品被减少到5个准决赛入围者：
1. “冰上勇士”，格里·莫斯作曲
2. “杆击冰场”，罗伯特·弗雷泽·伯克作曲
3. “第十一个小时”，格雷厄姆·麦克雷作曲
4. “比赛开始”, 克里斯丁·圣罗克和吉米·田中作曲
5. “加拿大之金”，科林·奥伯斯特作曲

投票在2008年10月4日截止，得出了面临最后为期1天投票的两个入围者。

### 2008年10月11日至今
两个入围者，伯克的“杆击冰场”和奥伯斯特的“加拿大之金”在2008年10月9日亮相。2011年10月11日，在最后一轮投票后，唐·彻利在“丰业银行今夜冰球”上宣布“加拿大之金”成为了加拿大冰球之夜的新主题曲和片头曲。奥伯斯特受到了10万加元，其中50%被捐献给了青少年冰球事业。同时加拿大广播公司的到了3年的独家使用权利，使用权在2011-12年球季被续期。

## 奖项
加拿大冰球之夜已经获得了6次提名中的4次双子座奖。
- 1992年：最佳运动播音员: 罗恩·麦克莱恩
- 1994年：最佳运动播音员: 罗恩·麦克莱恩
- 2004年：最佳运动节目主持人: 罗恩·麦克莱恩

最佳运动节目：乔尔·达林、克里斯·欧文、舍拉利·那扎克
- 2006年：最佳运动节目主持人: 罗恩·麦克莱恩

## 批评

### 节目选择
节目在东部地区经常播送多伦多枫叶队使节目面临挑选球队的指责。有些人认为多伦多的比赛被播送过多，尤其是对渥太华参议员队和温尼伯喷射机队的球迷来说，很多时候即使这些球队在主场迎战也无法登上节目。
2008年开始，CBC开始限制每个球队的节目次数使得对球队选择的批评减少。有时也会在渥太华参议员队和温尼伯喷射机队的主要球迷分布地区增加比赛。温莎的观众也可收到和加拿大队伍作战的底特律红翼队比赛。
另一个事件是CBC没有播放加拿大人的传奇发明家杰欧·弗里奥恩的退役典礼，即使几个月前就已经通知CBC。然而CBC却播放了多伦多枫叶队老将泰·多米的退役仪式。
高清电视刚出现时，西部观众批评没有使用高清制式播放两场联播的第二场比赛。同样在东部除了多伦多枫叶队的比赛使用高清播送，其他节目均非高清。直到2006年，CBC才开始每周至少播放2场高清比赛。并且，观众也抱怨想看第二场比赛的观众被迫观看第一场比赛的结尾。现在节目已经不会再超时播放，未完成的比赛可以在其网站观看（只供加拿大IP）。

### 内容
对节目内容的批评主要在于播音员唐·彻利在节目中的争议性言论。他被指是排外主义者，被指责仇视对欧洲出生的球员和法裔加拿大人。唐·彻利同时也被说为冰球的老派粗犷风格的倡导者，使得一些球迷、NHL管理人员以及电视合作者对他看不惯。这些争议并没有在他的英语观众群里被过于深化。加拿大朋克摇滚乐队Propagandhi创作了“亲爱的教练角”以批评唐·彻利在评论NHL比赛中的民族主义。

## 冰球之夜（法语）
与CBC英语频道同时，加拿大法语频道在每周六晚上用法语通过冰球之夜（La Soirée du Hockey）节目播送蒙特利尔加拿大人的比赛。以往在加拿大人队没有比赛时，加法频道偶尔还会有北方人队和渥太华参议员队的比赛。无论何队参加，冰球之夜也会转播史丹利杯决赛。
2002-03年球季开始，由于体育网络（RDS）拥有了NHL所有法语节目的转播权，加法频道无法播出很多冰球节目。很快RDS和加法频道达成协议，继续保留冰球之夜的名称并在两台联播。然而由于未知原因，协议在一年后终止了。但直到2005-06年球季，RDS继续通过加拿大法语频道在魁北克省外播送法语频道。

## 扩展阅读
- 加拿大国营频道
- CBC体育节目
- Cole, Stephen. . Toronto: McArthur & Company. 2004. ISBN 1-55278-408-8.
- Gruneau, Richard; Whitson, David. . Toronto: Garamond Press. 1994. ISBN 0-920059-05-8.
- Podnieks, Andrew, , Greystone Books, 2006, ISBN 978-1-55365-201-4, （原始内容存档于2020-01-28）